# Baxcajay
Baxcajay är en ort i Mexiko.   Den ligger i kommunen Cardonal och delstaten Hidalgo, i den sydöstra delen av landet, 130 km norr om huvudstaden Mexico City. Baxcajay ligger 1 834 meter över havet och antalet invånare är 257.
Terrängen runt Baxcajay är huvudsakligen kuperad, men åt sydväst är den platt. Runt Baxcajay är det ganska tätbefolkat, med 60 invånare per kvadratkilometer. Närmaste större samhälle är Ixmiquilpan, 13,1 km sydväst om Baxcajay. Trakten runt Baxcajay består i huvudsak av gräsmarker.